# Mellicta signata
Mellicta signata är en fjärilsart som beskrevs av Saggara 1926. Mellicta signata ingår i släktet Mellicta och familjen praktfjärilar. Inga underarter finns listade i Catalogue of Life.